# Jakob Martin Strid
Jakob Martin Strid (* 1972) ist ein dänischer Karikaturist, Zeichner, Autor und Musiker. In Deutschland ist er vor allem für sein Kinderbuch Die unglaubliche Geschichte von der Riesenbirne bekannt. Er wurde 2012 mit dem dänischen Kulturpreis des dänischen Thronfolgerpaares ausgezeichnet.

## Werk
Jakob Martin Strid ist in Dänemark durch seine politischen und satirischen Karikaturen und Illustrationen u. a. in der dänischen Zeitung Politiken bekannt geworden. Daneben schreibt und illustriert er auch Kinderbücher und Kinderlieder. Fünf seiner Bücher sind bisher ins Deutsche übersetzt. 2017 kam die Verfilmung der Riesenbirne in die Kinos.

## Veröffentlichungen
- Die unglaubliche Geschichte von der Riesenbirne Übersetzt von Sigrid C. Engeler. Boje, Köln 2012, ISBN 3-414-82078-1
- Herr Rumpelpumpel fliegt weg Übersetzt von Sigrid C. Engeler. Boje, Köln 2013, ISBN 3-414-82356-X
- Ein kleiner Frosch macht Ärger Übersetzt von Sigrid C. Engeler. Boje, Köln 2017, ISBN 978-3-414-82473-8
- Das große Such- und Findebuch mit der Riesenbirne Übersetzt von Sigrid C. Engeler. Köln, 2024, ISBN 978-3-83390-958-0
- Der fantastische Bus Übersetzt von Sigrid C. Engeler. Verlag Antje Kunstmann, München 2025, ISBN 978-3-95614-658-9

## Auszeichnungen
- 2013: Silas-Prisen